# Dañs tro
Pour les articles homonymes, voir Gavotte et Dans.
La dañs tro, dañs a-dro ou gavotte, est une famille de danses traditionnelles de Basse-Bretagne.
La famille des gavottes présente une grande variété de danses qui diffèrent tant par leur forme que par le style. La forme de la danse peut être une ronde ou une chaîne, longue ou courte, mais des gavottes se dansent aussi en quadrettes ou en cortège de couples. Les styles varient considérablement, entre par exemple le maintien très serré par le bras des danseurs de dañs fisel, et la tenue aérée, avec mouvement de bras, de la gavotte kernevodez. De même, le style dit de la montagne est-il rebondissant, avec une suspension verticale des danseurs, tandis que la gavotte de l'Aven se caractérise au contraire par un pas souple et allongé, au ras du sol, avec une progression importante. 
C'est donc dans la structure de la formule d'appuis que réside l'unité des gavottes : toutes présentent une phrase de huit temps avec une subdivision du pas, le plus souvent aux temps 3-et-4 ou en 4-et-5.
L'accompagnement musical traditionnel de la gavotte est le chant sous la forme particulière du kan ha diskan ou le couple de sonneurs. La pratique de la gavotte en Basse-Bretagne est une pratique qui a intégré l'Inventaire du patrimoine culturel immatériel en France en 2020.

## Appellation et étymologie
Le nom « gavotte » est en fait impropre ; il n' y a semble-t-il aucun rapport entre la gavotte de tradition française et la danse pratiquée en Bretagne sous ce même nom. Contrairement à l'an-dro, aux laridés et ridées, au rond de Loudéac et à la dañs plinn, les gavottes bretonnes ne dérivent pas des branles de la Renaissance française, mais probablement des trihoris attestés en Bretagne au XVIe siècle. Ce terme abusif de gavotte a été employé par des observateurs étrangers à la région qui y ont vu des ressemblances avec ce qu'ils appelaient gavotte. Malgré tout, le mot est rapidement passé en breton (gavotenn), et dès la fin du XVIIIe siècle, il est attesté dans la région de Quimper. Toutefois, les terroirs de la montagne n'emploieront longtemps que dañs tro. Cependant, ce dernier terme, qui signifie simplement "ronde", est également utilisé pour désigner d'autres danses qui ne sont pas des gavottes, comme la dañs plinn ou l'an dro.

## Les suites de danses et les bals
Les gavottes sont généralement dansées sous la forme d'une suite composée le plus souvent de trois parties indissociables, chacune ayant son propre motif musical et son propre tempo.
La gavotte des montagnes est ainsi composée de trois morceaux successifs :
- le premier d'exécution rapide appelé ton simpl (également appelé ton kentañ, « premier temps », ou ton berr, « temps court »), d'exécution rapide.
- le deuxième, promenade lente composée d'une marche entrecoupée de figures plus vives, appelé tamm kreiz (« morceau » du milieu, appelé aussi tamm diskuizh, temps de repos, ou bal).
- le troisième, rapide (mais d'exécution souvent plus vive et plus dynamique que la première partie) avec un phrasé musical redoublé appelé ton doubl (également appelé ton diwezhañ, « dernier temps» ou ton hir, « temps long »). Le ton doubl peut être remplacé ou suivi par un ton tripl mais cela est assez rare.

D'autres gavottes présentent une structure tripartite quelque peu différente, associant une gavotte à des bals (à deux, à quatre, à huit), puis à un jabadao. C'est le cas, entre autres, de la gavotte de l'Aven, de la gavotte glazik ou de la gavotte bigoudène. Dans tous les cas, on garde la même cavalière ou le même cavalier pour la suite complète.

## Caractéristiques

### Structure du pas

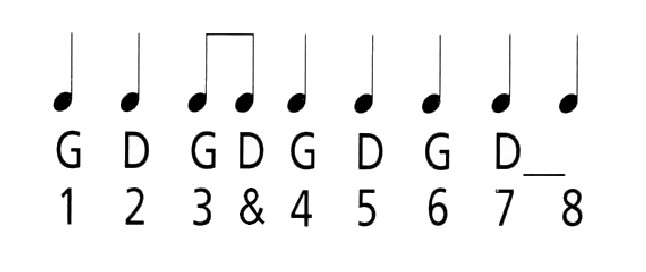
Formule d'appuis de gavotte en 3 & 4

Les gavottes proprement dites comportent 8 temps et divergent par :
- la présence d'une subdivision ou non, la subdivision variant selon les temps auxquels elle se produit (en 3-et-4, en 4-et-5, en 5-et-6) et son style : irrégulier, petits pas, pause, pause avec un appui fictif (pas dit de repos, c'est-à-dire l'ancien pas des femmes en Poher), en sursaut/frapper/changement d'appui (gavotte de Calanhel)
- le style du pas : en progression linéaire, avec des broderies (gavotte de l'Aven, gavotte Pourlet), pas chassés (Châteauneuf-du-Faou), avec des replis importants de la jambe libre (Fisel) ou des appuis croisés/emboités (kost ar c'hoat).
- le temps ou le pied de départ : normalement le pied gauche, mais au nord de l'Aulne plusieurs gavottes démarrent du pied droit, comme la gavotte mod Bidar (Brasparts, Saint Rivoal...), la gavotte kernevodez (Hanvec, Irvillac...) ou celle de Plougastel.
- la figure du bal : simple ou avec changement d'appui

### Forme
La gavotte se dansait à l'origine en rond, d'où son appellation dans le Poher de dañs tro. Mais dans de nombreux terroirs, elle est devenue une chaîne (gavotte mod Bidar, gavotte Dardoup des circonstances ordinaires. En pays Pourlet, la forme est mixte, associant ronde et chaîne.  Quelques-unes enfin se dansent en quadrettes comme la gavotte de l'Aven ou celle du pays Rouzig (Châteaulin). Dans le pays Dardoup, aux environs de Châteauneuf-du-Faou, à côté de la chaîne utilisée dans les circonstances ordinaires, coexiste une forme en quadrette pratiquée lors des noces, pour l'honneur. Dans le pays glazik, on trouve aussi des quadrettes, et, autour de Quimper, une forme en couple, surtout pratiquée lors des concours de danse. Dans le pays bigouden, la forme habituelle est un cortège de couples.
La deuxième partie de la suite est une balade entrecoupée d'un bal sur le refrain. Il existe plusieurs types de bals :
- le bal dit ancien, en appuis alternés où cavalier et cavalière se tournent l'un vers l'autre et effectuent une série de posés croisés alternativement vers l'intérieur et vers l'extérieur,
- le bal en va-et-vient dit de Poullaouen, collecté par Jean-Michel Guilcher[3] et Loeiz Roparz, utilisé en pays Dardoup et dans le Poher, où cavalier et cavalière se tournent l'un vers l'autre puis effectuent un pas de quatre vers la cavalière puis vers le cavalier sur la ligne de danse,
- le bal dit moderne, qui est une évolution apparue dans l'entre-deux-guerres et reprise par le cercle de Berrien dans les années 1950, qui voit les danseurs poser légèrement le pied en avant en accompagnant le geste d'un léger mouvement de bras, avec ou sans changements d'appuis (dans sa version originelle la plus simple les pieds peuvent même restés immobiles, seuls les bras scandent la danse[4]),
- le bal fisel, qui est une évolution complexe du bal ancien en appui alterné,
- le bal du pays de Plourac'h, Calanhel, etc.,
- le bal de la gavotte du pays Bidar, (gavotte du pied droit), figure en pas de quatre vers le centre du rond qui est une forme collective ancienne du bal en va-et-vient.
- le bal bigouden, de forme similaire au précédent, dansé entièrement en ronde ou par couple sur le second mouvement (seule variante connue dans le Haut Pays Bigouden)[4].

D'autres gavottes ont des bals plus complexes, à figures simples ou successives issues d'évolutions plus ou moins élaborées du bal en va-et-vient (pays de l'Aven, de Fouesnant, de Quimperlé, du Faouët, de Gourin...) ou comprennent une succession de figures, appelées bal, jabadao ou contredanse suivant les terroirs, rondes avec mouvements d'en-avant en-arrière ou avec permutation de danseurs issues des formes les plus simples de contredanses anciennes (bals de la suite de Châteauneuf-du-Faou, bals de la suite glazik, bals à quatre du Cap Sizun, bals à huit, etc.).

### Accompagnement musical
L'accompagnement musical varie selon les terroirs.
L'accompagnement le plus remarquable est le kan ha diskan (chant alterné), originellement pratiqué dans la ronde. Un "ton" simple ou double durait le temps de la chanson et il n'y avait pas de changement d"air" en cours de route, l'intérêt résidant dans les paroles et bien sûr dans le tempo. 
Il existe des pratiques similaires de chant orchestrant la danse dans les territoires qui ne pratiquent plus la ronde. Dans toutes les zones où des contredanses (ou des danses en couple) ont été collectées, une tradition de chanson à danser a également été retrouvée. Toute la Haute Bretagne est concernée par ce type de répertoire et parmi les zones de contredanses, l'avant-deux a fourni le plus d'exemples de cette pratique. On retrouve l'expression « gavotter l'avant-deux » en Loire-Atlantique.
En pays fisel et fañch, la clarinette (treujenn gaol ou tronc de chou) est utilisée en couple sur le modèle du kan ha diskan, les instrumentistes se répondant l'un l'autre. La clarinette permet de s'approcher assez finement des subtilités du chant.
Le couple biniou-bombarde accompagne également les danseurs de gavottes. Dans la montagne, ou le kan ha diskan règne en maitre, les sonneurs n'étaient invités que rarement, principalement en raison de leur coût. On pouvait néanmoins les faire venir pour les grandes occasions comme les mariages. Au contraire, biniou et bombarde sont l'accompagnement privilégié dans le sud de la Cornouaille. Dans toute cette région, les sonneurs ont développé une grande virtuosité. Les morceaux sont alors souvent des pots-pourris, enchainant quantité d'airs, comme dans le cas de la gavotte Pourlet, dans les gavottes de l'Aven ou la suite bigoudène.
Dès son introduction en Bretagne, l'accordéon a été adopté. C'est ainsi que dans les années 1930, Yves Menez de Scrignac invente le swing gavotte à l'accordéon chromatique !
Aujourd'hui, on trouve tous les instruments que le revival a apporté : accordéon diatonique, guitares, flûte traversière et autres, joués plutôt en formation.
- Gavotte du Bas-Léon interprétée par Luc Danigo au violon et Philippe Lamézec à la guitare.

## Évolution et différences
Originellement en ronde, la gavotte a évolué en chaîne ouverte d'abord, puis en chaîne de plus en plus courte (plusieurs chaines dans la même salle). Quand les collectages l'ont surprise on trouvait la gavotte sous ces différentes formes suivant les lieux. En centre Bretagne la ronde originelle (Calanhel, Fisel, Poher, kost er hoed). En ronde fermée et chaîne ouverte en pays Dardoup, avec des chaines jusqu'à deux couples. Dans le pays de l'Aven, la forme est la quadrette, courte chaîne de deux hommes encadrant deux femmes. Dans le Cap, en pays Glazik et en pays Bigouden on dansait la gavotte en couple.
Il peut être intéressant de mettre en relation cette évolution avec l'accompagnement musical. Là où les chanteurs avaient une grande importance la forme a peu évolué ; le public concentré sur l'histoire se préoccupait peu de se démarquer, de "faire le beau".
Il est intéressant aussi de voir la géographie. Plus on se rapproche de Quimper, "la grande ville" et plus la danse a évolué, jusqu'à introduire des figures de contredanses dans le bal et à la place du ton double (jabadao).

### Particularités techniques et stylistiques des gavottes cornouaillaises

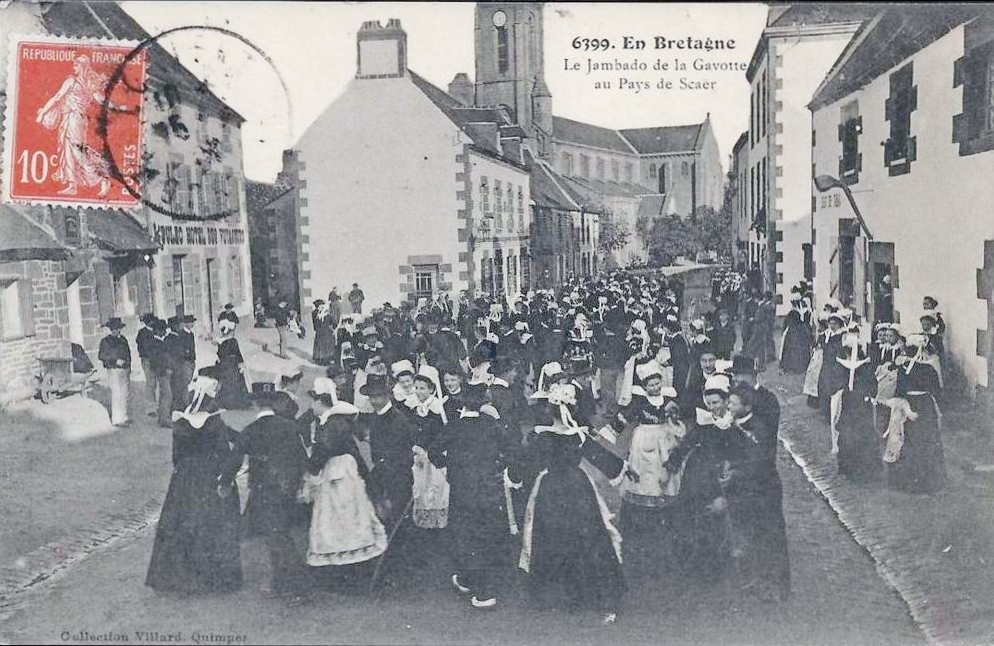
Le jambado de la gavotte dans une rue de Scaër en 1909 (carte postale Villard).

En Haute-CornouailleDans cette zone du Massif armoricain appelée "Montagne" du fait des Monts d'Arrée et des Montagnes Noires, la danse est pratiquée en ronde fermée sur une structure rythmique en 8 temps, souvent martelée, parfois rebondissante. La progression est relativement constante, avec une subdivision du pas soit au temps 3, soit au temps 4, soit au temps 5. De nombreuses variantes de pas ont été observées suivant les communes.
En pays FiselLa gavotte ﬁsel était appelée autrefois dañs ar butun car elle était l'occasion de concours épiques récompensés souvent par du tabac (butun). La subdivision est au temps 4. Elle est considérée comme une des danses les plus difﬁciles de Bretagne du fait d'une technique de pas très "pointue". La formule des hommes consiste à envoyer verticalement et très rapidement les pieds en arrière pour que les talons viennent "taper les fesses". Par imitation, les femmes ont peu à peu calqué leur pas sur celui des hommes, adoptant cet aspect très "sec", sans toutefois mettre en œuvre l'amplitude si prononcée de la formule masculine.
En pays Kost ar c'hoadElle ne s'est développée que dans une aire très réduite, jouxtant la forêt de Quénécan et regroupant deux ou trois communes. Elle s'est singularisée par l'adjonction d'appuis « croisés / emboîtés » très serrés qui constituent sa spécificité.
En pays pontivyenHistoriquement c'est un pays de culture vannetaise, comme son voisin Pourlet. Le style du laridé-gavotte est "au ras du sol", avec des pas très serrés, vibrés, soutenus par un énergique mouvement de bras et une cadence musicale plutôt rapide, ce qui la différencie radicalement de la dañs tro de Haute Cornouaille. Le Blavet partage ce pays en deux zones : sur la rive droite, la gavotte est plus proche de celle du pays Pourlet voisin, sur la rive gauche, le style de la danse est très vibre et claudiquant, ce qui lui vaut fréquemment l'appellation de dañs a grenn (« danse qui tremble »).
En pays PourletProche de la gavotte haute-cornouaillaise, elle a développé une formule masculine de sauts visant de plus en plus le spectaculaire (un retourné, têtes quasiment en bas avec claqué des talons). Le protocole en était très réglé : ouverture par deux couples, mode d'entrée dans la danse, ouverture et fermeture de la ronde, permutation des cavaliers de tête et de ﬁn de chaîne.
En pays Rouzig et GlazigLa gavotte s'effectue couramment en chaîne courte, voire en couple. Le tempo est plus lent qu'en Haute-Cornouaille. Le style est celui d°une[Quoi ?] danse souple, posée, avec certains mouvements en suspension mais sans réel rebondissement et avec une progression constante.
En pays d'AvenSitué entre la rivière de l'Odet à l'est et la Laïta et l'Ellé à l'ouest, le pays de l'Aven offre une diversité de styles. Le plus représentatif en est sans conteste celui de la zone côtière au sud, très glissé, combinant flexions et surrections. La subdivision a laissé place au paz a-dreñv, sorte de boucle du pied droit qui vient prendre appui en arrière et confère à la danse une élégance toute particulière. La forme d'aboutissement est la quadrette (deux femmes encadrées par deux hommes).
En pays BigoudenDepuis longtemps, la forme collective a été abandonnée au proﬁt du cortège de couples. La gavotte utilise des pas très différents, parfois soutenus par d'énergiques mouvements de bras. Un accompagnement musical biniou-bombarde est très typé. L'homme mène sa cavalière, lui proposant fantaisies et broderies telles que tour, demi-tour ou passage derrière lui avec changements de main.
Au nord de la rivière de l'AulneCe territoire englobe le nord du pays Rouzig - qui comprend lui-même le pays Kernevodez et, au contact de la Montagne, le pays Bidar - et le pays de la presqu'île de Plougastel. Ces terroirs présentent une particularité remarquable : alors que toutes les autres formes de gavotte partent du pied gauche, ici la danse démarre pied droit. Cette tradition est très ancienne. Les habitants la revendiquaient et donnaient volontiers le nom de dañserien kleiz (danseurs du pied gauche) à ceux du sud de l'Aulne. Dans la partie occidentale de cette zone, la forme privilégiée restait la ronde, alors qu'à l'est, la chaîne ouverte était apparue depuis longtemps.
Les gavottes d'honneurAutrefois, dans la société rurale d'avant 1914, la première danse d'une noce, dès la sortie de l'église, était exclusivement réservée aux mariés, aux garçons et demoiselles d'honneur. Cette danse ne différait alors en rien des autres danses pratiquées dans le terroir, elle était simplement plus solennelle et portait le nom de gavotte d'honneur, dañs an dud nevez, dañs an eured ou encore dañs ar boked. Puis, ce terme en est venu peu à peu à désigner, dans tous les pays de Cornouaille, une gavotte de concours au cours de laquelle les cavaliers rivalisaient de technique et d'agilité pour se mettre en valeur et épater les spectateurs tout en forçant l'admiration de leurs propres cavalières. Inspirées de la gavotte en vigueur dans chaque pays, les formules de pas devenaient, après de profonds remaniements successifs, de véritables créations originales, réservées toutefois à une pratique occasionnelle et circonstanciée.
Dañs ar podoù fer et jilgodenIl s'agit de deux formes de gavotte à caractère ludique qui interviennent souvent en dernière partie de la danse. Dans la dañs ar podoù fer (« Danse des marmites », tournez en arrière), les danseurs se tournent vers l'extérieur à un moment convenu par les chanteurs ou les musiciens, pour revenir ensuite face à l'intérieur de la ronde au signal suivant. Dans le jilgoden (forme de tourbillon), la première partie se danse en ronde fermée ; dans la seconde, les danseurs se donnent la main droite et tournent en couples sur place, l'homme changeant parfois de cavalière en replaçant à sa gauche celle qu'il avait invitée à sa droite.

## Les concours
Les concours de danse ont toujours eu la faveur des Bretons. Aujourd'hui encore, les danseurs aiment se retrouver pour se confronter les uns aux autres. Plusieurs concours de gavottes attirent chaque année de nombreux danseurs, musiciens et spectateurs : ce sont principalement le concours de Menez Meur à Hanvec, consacré à la dañs tro et à ses variantes, le concours de gavotte bigoudène à Pont L'Abbé, le trophée de la gavotte Glazik à Quimper et le concours de dañs fisel à Rostrenen.

### Documentaires
- Redanserons-nous la gavotte ?, documentaire de Philippe Gillloux, 2020, Carrément à l'Ouest, diffusé sur Tébéo, TébéSud, TVR

#### Ouvrages
- Jean-Michel Guilcher, La tradition populaire de danse en Basse-Bretagne, Paris, École pratique des Hautes Études,  1963, [rééd. Mouton, 1976 ; Spézet et Douarnenez, Coop-Breiz-Le Chasse Marée/ArMen, 1995 ; Spézet, Coop Breiz, 2007]. « La gavotte », p. 141-284
- Alan Pierre et Daniel Cario (préf. Alan Stivell), La danse bretonne : Un ouvrage essentiel pour connaître et mieux pratiquer les danses bretonnes, Coop Breizh, 1999, 142 p.
- A. Pierre et P. Sicard, Guide pratique de la danse bretonne, 1999

#### Articles
- Naïk Raviart, « Styles de danse et terroirs. Les visages de la gavottes », Musique bretonne, no 206, janvier-février 2008, p. 21-25, lire en ligne